# Ellipsoïde de Bessel

Repère géodésique s'appuyant sur le paramétrage d'un ellipsoïde moyen.

Pour les articles homonymes, voir Bessel.
L'ellipsoïde de Bessel (encore appelé Bessel 1841) est un ellipsoïde de référence utilisé pour l'Europe. Friedrich Wilhelm Bessel l'a calculé en 1841 à partir d'un important recueil de données topographiques à travers l'Europe (incluant la Russie) et l'Inde.
Sa conception repose au total sur la longueur de dix arcs de méridien et 38 mesures précises de latitudes et longitudes. Les dimensions de cet ellipsoïde furent exprimées (conformément aux procédés de calcul numérique de l'époque) par leur logarithme.

## Historique
En 1841, Bessel propose son ellipsoïde de référence et un aplatissement de la Terre beaucoup plus proche de la réalité que celui qui avait été employé pour calculer la longueur du mètre à partir de la mesure de la méridienne de Delambre et Méchain,. En effet, Bessel entreprend un nouveau calcul des dimensions du sphéroïde terrestre, dans lequel il part de dix arcs mesurés avec l'exactitude suffisante. Par l'emploi de la méthode des moindres carrés, le calcul conduit à un résultat de 1/299,15  pour l'aplatissement de la Terre que l'on regarde longtemps comme le plus probable qui puisse être basé sur les matériaux existant alors,,.
La méridienne de Delambre et Méchain avait eu comme double objectif de standardiser les poids et mesures par l’établissement du système métrique décimal et de lier la détermination de la valeur de ses unités à la figure de la Terre,. La longueur du Mètre des Archives avait été déterminée sur la base de la mesure d'une portion de l'arc du méridien de Paris en admettant un aplatissement de 1/334 selon un calcul de Pierre Simon de Laplace qui avait combiné les données de la méridienne de Delambre et Méchain avec celle de l'expédition géodésique française en Équateur.
En 1799, la distance du pôle Nord à l'équateur, extrapolée à partir de la mesure de l'arc du méridien de Paris entre Dunkerque et Barcelone, est déterminée comme équivalant à 5 130 740 toises. Au XIXe siècle, les déviations de la verticale sont considérées comme des erreurs aléatoires.  Nous savons à présent, qu’une déviation de la verticale défavorable donna une valeur erronée de la latitude de Barcelone et un mètre trop court par comparaison avec une définition plus large déduite de la moyenne d’un grand nombre d’arc.
Adrien-Marie Legendre, en comparant les résultats de la mesure de la méridienne de Delambre et Méchain à ceux de  César-François Cassini et Nicolas-Louis de la Caille, soupçonne que les irrégularités de l'attraction gravitationnelle locale sur le fil à plomb jouent un rôle sur  l'erreur de 2 km dans la détermination de la longueur du quadrant terrestre. En effet, alors que l'erreur due à la négligence des déviations de la verticale est responsable d'environ 95 % de l'erreur totale, l'erreur dans la mesure de la longueur du méridien représente moins de 2 % de l'erreur totale et l'erreur due à une hypothèse erronée sur la forme de la Terre contribue à environ 3 % de l'erreur totale. Si le travail minutieux de Pierre Méchain et Jean-Baptiste Delambre était la seule source d'erreur, le mètre actuel ne serait trop long que de moins de 4 μm au lieu d'être trop court de 197 μm. L'essentiel de la différence est dû à la non-prise en compte des déviations de la verticale ; ce qui était hors de la portée de Delambre et Méchain car le champ de gravité de la Terre n’avait pas encore été étudié.

## Rayons de courbure et grands axes de l'ellipsoïde
De par les références choisies pour sa conception, l'ellipsoïde de Bessel épouse avec une bonne précision le géoïde et sa courbure moyenne à travers l'Eurasie, ce qui l'a fait adopter comme canevas de base dans plusieurs campagnes topographiques. Comparé à l'ellipsoïde terrestre global, connu aujourd'hui au décimètre près, ses axes a (équatorial) et b (polaire) sont plus courts d'environ 700 m.
Résultant de la valeur des grands axes, nous donnons ici l'aplatissement f = (a – b)/a et par comparaison le World Geodetic System WGS84 utilisé pour le système GPS.
- Ellipsoïde de Bessel de 1841 (défini par log a et f):
  - a = 6 377 397,155 m
  - f = 1 / 299,152 815 351 323 3 (0,003 342 773 154 ± 0,000 005)
  - b = 6 356 078,963 m

- Ellipsoïde terrestre WGS84 (défini par a et f):
  - a = 6 378 137,0 m
  - f = 1 / 298,257 223 563
  - b = 6 356 752,3 m

## L'ellipsoïde de Bessel en topographie
Des années après sa publication en 1841, l'ellipsoïde de Bessel restait toujours de loin le plus récent : aussi fut-il systématiquement choisi des décennies durant pour établir le canevas topographique de plusieurs pays. Ce n'est qu'avec la publication des ellipsoïdes de Clarke vers 1880 puis, avec l'émergence de nouvelles techniques de mesure géophysiques (entre autres celles de Hayford dans les années 1910 et 1920) que quelques états se tournèrent vers une base plus récente. Celles-ci sont malgré tout influencées également par la courbure locale des régions qui ont servi à les dresser, et s'écartent autant des données contemporaines, fournies par les satellites, que la tentative pionnière de Bessel.
Vers 1950, environ 50 % des triangulations en Europe et près de 20 % de celles des autres continents reposaient sur l'ellipsoïde de Bessel ; les principales alternatives étaient l'ellipsoïde de référence d'Hayford de 1908 («Ell.  internat. 1924 », retenu pour l'Amérique et l'initiative « European Datum » anglo-allemande de 1950) et l'ellipsoïde de Krassowski (adopté pour l'Europe de l'est).

## Développements ultérieurs
Dans une de ses premières séances, au commencement de l'année 1862, la Commission géodésique suisse décide de comprendre la détermination de la pesanteur effectuée dans différents points de la Suisse, au nombre des opérations qui se rattachent à la mesure  de l'arc de méridien traversant le centre de l'Europe, l'arc géodésique de Struve. En 1875, la Commission permanente de l’Association pour la mesure des degrés en Europe réunie à Paris décide d’adopter le pendule réversible utilisé en Suisse et de répéter à Berlin, la détermination de la gravité au moyen des différents appareils utilisés dans chaque pays, afin de les comparer et d’obtenir l’équation de leurs échelles.  En 1901, Friedrich Robert Helmert trouve essentiellement par la gravimétrie, des paramètres de l'ellipsoïde remarquablement proches de la réalité, soit un demi-grand axe égal à 6 378 200 m pour un aplatissement de la Terre de 1/298,3. Ceci alors que l'analyse des premiers résultats issus des mesures par satellites fixeront cette dernière valeur à 1/298,25.